# 小行星4072
小行星4072（4072 Yayoi）是一颗围绕太阳公转的小行星。1981年10月30日，香西洋树、古川麒一郎在木曾町发现了此天体。
該小行星以彌生時代命名。
这颗小行星的绝对星等为126.36956等。